# Alexandrine Louise van Denemarken
Alexandrine Louise Caroline Mathilde Dagmar van Denemarken (Jægersborghus, 12 december 1914 - Kopenhagen, 26 april 1962) was een Deense prinses uit het Huis Sleeswijk-Holstein-Sonderburg-Glücksburg.
Zij was de derde dochter van prins Harald van Denemarken en Helene Adelheid van Sleeswijk-Holstein-Sonderburg-Glücksburg en een kleindochter van de Deense koning Frederik VIII. Zij trad op 22 januari 1937 in het huwelijk met graaf Luitpold van Castell-Castell die in 1941 zou sneuvelen in Bankya in Bulgarije. Het paar kreeg de volgende kinderen:
- Amelie (1938)
- Thyra (1939)
- Otto-Luitpold (1942-1943)